# محوطه بشمن کند سر
محوطه بشمن کند سر مربوط به پیش از اسلام - دوران‌های تاریخی پس از اسلام است و در شهرستان املش، بخش رانکوه، روستای کجید واقع شده و این اثر در تاریخ ۲ آبان ۱۳۸۲ با شمارهٔ ثبت ۱۰۶۳۳ به‌عنوان یکی از آثار ملی ایران به ثبت رسیده است.